# Demény Attila (zeneszerző)
Demény Attila (Kolozsvár, 1955. március 2. – Kolozsvár, 2021. május 11.) romániai magyar operarendező, zeneszerző, zongoraművész, Demény Dezső és Demény Piroska fia, Demény Balázs apja.

## Pályája
A kolozsvári Gh. Dima Zeneművészeti Főiskolán 1979-ben végzett zongora és zeneszerzés szakon, majd 1987-ben a bukaresti Színház- és Filmművészeti Főiskolán operarendezői képesítést szerzett. 1987 óta a kolozsvári Állami Magyar Opera rendezője, majd főrendezője. A Romániai Magyar Zenetársaság elnöke (1993). Ő mutatta be először Erdélyben Kodály Zoltán Psalmus Hungaricusát (1992), és Bartók Béla Cantata Profanáját (1995).
Sepsiszentgyörgyön karmester (1979–1982), zongoraszólista a nagyszebeni filharmóniánál (1980–1983), a kolozsvári operastúdió alapítója (1992), a balatonfüredi Művészeti Fesztivál művészeti igazgatója (2003–2006). 
Zongoristaként több mint 300 egyéni szóló-, kamara-, és zenekari estje volt. Számos színházi kísérőzenét szerzett, és több színházi produkció zenei vezetője volt. Szimfonikus hangversenyeket és operaelőadásokat vezényelt. Több mint húsz opera rendezője.

## Művei

### Hangszeres szólódarabok
- 1988	Három bagatell zongorára
- 1988	Három klarinét szólódarab
- 1991	Hét zongoradarab, felvétel a Magyar Rádióban, 1992
- 1998	Tíz zongoradarab
- 2002 Öt capriccio hegedűre
- 2005 Három sirató női hangra
- 2011 Csárdás obstiné – zongoradarab/hommage a Liszt

### Kamarazene
- 1987	Hegedű-zongora duó
- 1987	Két duó két hegedűrei
- 1987	Trió hegedűre zongorára és csellóra
- 1990–1991 Hat dal szoprán hangra, xilofonra és hegedűre Szőcs Géza versei nyomán, felvétel a Magyar Rádióban (1992), ősbemutató Cividale del Friuliban (Olaszország) Mittelfest Kafka Fesztival keretében (1992. június 21-én)
- 1992	Csontváry és Kaffka találkozása – Valse szoprán hangra, vibrafonra, hegedűre és zongorára, Szőcs Géza szövege nyomán, felvétel és közvetítés a Magyar Rádióban (1992, ősbemutató Cividale del Friuliban (Olaszország) Mittelfest Kafka Fesztival keretében (1992. június 21-én)
- 1993–1994 Öt szoprán-klarinét kettős
- 1994 Haláltáncjáték, Örkény István Az utolsó meggymag c. egyperces novellája nyomán
- 1995 Négy dal szoprán hangra és klarinétre, Weöres Sándor versei nyomán
- 1999 Vonóskvartett 1.
- 1999 Öt bagatell szoprán hangra és cimbalomra Szőcs Géza versei nyomán
- 2001 Szerelmes énekek szoprán hangra, férfikarra, klarinétre és cimbalomra, Nagy László, Balla Zsófia és Szőcs Géza versei nyomán
- 2009 Karakterek klarinétre és zongorára
- 2014 Vonósnégyes 2.
- 2015 18 hegedűduó (vol. I. – vol. II.)

### Kórusművek
- 1991	Áhítatok vegyes karra, Visky András verse nyomán, ősbemutató a budapesti Mátyás Templomban a Budapest Tavaszi Fesztivál rendezvényeinek keretében, felvétel és közvetítés a Magyar Rádióban (1992)
- 1998	Három dal női karra
- 2003	Öt dal vegyes karra. In memoriam 1848

### Zenekari darabok
1999 Don Quijote zenekari szvit
2003 Mise kiszenekarra, kamarakórusra és tenor szólóra

### Operák
- 1992 Parafarm – kamaraopera. Librettóját George Orwell Állatfarm c. művének felhasználásával Visky András írta. A Magyar Rádióban megtartott koncertet egyenes adásban közvetítették (1993. május 10.) a kolozsvári Operastúdió előadásában. Ősbemutató a kétszáz éves kolozsvári színjátszás jubileumán (1992. december 14.)
- 2001 Bevégezetlen ragozás – kamaraopera. Librettóját Visky András írta Örkény István egyperces novellái nyomán
- 2007 Az utolsó meggymag – kamaraopera. Librettóját írta Lászlóffy Aladár, Örkény István egyperces novellája nyomán

### Színházi kísérőzenék és filmzenék
- 2003 – Samuel Beckett: Játék (Play)
- 1975–2000 Több, mint 50 mű

## Rendezései
- 1988 Saint-Saens: Samson şi Delila, Kolozsvári Állami Magyar Opera (vendégszereplés a Budapesti Tavaszi Fesztiválon 1991. március 20-án)
- 1989 Mozart: Cosi fan tutte, Kolozsvári Állami Magyar Opera

   Mozart: A színigazgató, Kolozsvári Állami Magyar Opera (vendégszereplés a Gyulai Nyári Játékokon, rendező-karmester)
   Délibes: Lakmé, Kolozsvári Állami Magyar Opera
- 1991	Kodály Zoltán: Székely fonó, Kolozsvári Állami Magyar Opera (vendégszereplés a Budapesti Tavaszi Fesztiválon 1991. március 21-én. A Magyar Televízió az előadásról 1992 szeptemberében operafilmet készített)
- 1992	Kodály Zoltán: Háry János, Kolozsvári Állami Magyar Opera (bemutató a kétszáz éves kolozsvári magyar színjátszás jubileumának rendezvénysorozatán, 1992. december 8-án)

   Cimorosa: Titkos házasság, Budapesti Kamaraopera, Szentendre Theátrum
- 1993 Szosztakovics: Rayok, avagy az antiformalista mutatványosbódé, Kolozsvári Operastúdió

   Tom Johnson: Négyhangú Opera, Kolozsvári Operastúdió
- 1994 Szosztakovics: Rayok, avagy az antiformalista mutatványosbódé (új változat a Festetics kastély tükörtermére alkalmazva, a Keszthelyi Balaton Fesztivál rendezvényeinek keretében, a Magyar Televízió felvétele 1993. június 21-én)

   Mozart: Cosi fan tutte, Szentendrei Téátrum (rendező-karmester)
- 1996	Puccini: Bohémélet, Kolozsvári Állami Magyar Opera
- 1997	Rossini: A sevillai borbély, Kolozsvári Állami Magyar Opera
- 2000	Kodály Zoltán: Székely fonó, vendégszereplés a Világkiállításon, Hannover
- 2003 Kodály Zoltán: Székely fonó, Szolnoki Szigligeti Színház
- 2004 Tom Johnson: Négyhangú Opera, Sosztakovics: Rayok, Balatonfüredi Művészeti Fesztivál
- 2004 Pergolesi. Az úrhatnám szolgáló, Balatonfüredi Művészeti Fesztivál
- 2005 Demény Attila: Parafarm és Bevégezetlen ragozás-Haláltáncjáték, Balatonfüredi Művészeti Fesztivál
- 2007 Demény Attila: Parafarm, Bevégezetlen ragozás, Az utolsó meggymag, Művészetek Palotája-Fesztivál Színház
- 2006 Kodály Zoltán: Székely fonó, Miskolci Operafesztivál
- 2009 Ciro Pinsutti: Mattia Corvino, Kolozsvári Magyar Opera
- 2010 Erkel Ferenc: Sarolta, Kolozsvári Magyar Opera, Miskolci Operafesztivál
- 2012 Demény Attila: Örkény emlékest (Bevégezetlen ragozás, Az utolsó meggymag), Budapesti Thália Színház

## Fesztiváligazgató
- 1995	Bartók Béla Emléknapok és konferencia, Kolozsvár
- 1997	Kodály Zoltán Emléknapok és konferencia, Kolozsvár, Nagyvárad, Sepsiszentgyörgy
- 1999	Zsurka Péter Emléknapok és konferencia, Kolozsvár
- 2000 	Balogh Ferenc Emléknapok és konferencia, Kolozsvár
- 2003–2006 Balatonfüredi Művészeti Fesztivál (művészeti igazgató)
- 2009 Vermesy Péter Emléknapok és konferencia, Kolozsvár
- 2008 Veress Sándor Emléknapok, Kolozsvár, Székelyudvarhely, Sepsiszentgyörgy
- 2011 Liszt Ferenc Emléknapok és konferencia, Kolozsvár, Nagyvárad
- 2012–2015 Workshopok Veress Sándor, Bartók, Kodály, Dohnányi, Ligeti, Kurtág zeneszerzőkről

## Diszkográfia
1995-96 Szerzői CD, a Hungaroton Classic kiadásában. Műsora:
- Bevégezetlen ragozás
- Szerelmes énekek (Love Songs for Soprano, Cimbalom, Clarinet and Male Chorus)
- Bagatellek (Bagatelles for Soprano and Cimbalom)
- Öt dal (5 Songs for Soprano and Clarinet)
- Parafarm Hungaroton 2002 HCD 32136

## Könyvei
- Emlékek és szertefoszlott illúziók; Partium, Nagyvárad, 2016

## Díjai
- 1992 A Kolozsvári Operapályázat pályadíja a Parafarm című kamaraoperáért
- 1992 Ruzitska-díj a legjobb művészi teljesítményért
- 1992 I. díj a Zilahi Egyházzenei versenyen az Áhítatok című kórusműért
- 2001 Nádasdy Kálmán-díj (a Magyar Kulturális Örökség Minisztériumától)
- 2010 Magyar Köztársasági Érdemrend tisztikeresztje
- 2020 Erkel Ferenc-díj